# Passy (Alvernia-Rodano-Alpi)
Passy è un comune francese di 11.956 abitanti al censimento 2009 , situato Arrondissement Bonneville nel dipartimento dell'Alta Savoia della regione dell'Alvernia-Rodano-Alpi.
Si trova lungo il corso del fiume Arve nella valle omonima.
La chiesa di Notre-Dame-de-Toute-Grâce del plateau d'Assy, opera dell'architetto Maurice Novarina (1937-46) e decorata da numerosi artisti, fra cui Fernand Léger, Henri Matisse, Marc Chagall, Georges Braque e Georges Rouault, è monumento storico francese.

## Società

### Evoluzione demografica
Abitanti censiti